# سیارک ۳۶۶۹
سیارک ۳۶۶۹ (به انگلیسی: 3669 Vertinskij، نامگذاری:1982UO7) سه هزار و ششصد و شصت و نهمین سیارک کشف شده‌است که در ۲۱ اکتبر ۱۹۸۲ کشف شد.
قدر مطلق سیارک برابر ۱۳٫۲۰ است.